# Епархия Ондо
Епархия Ондо (лат. Dioecesis Ondoensis) — епархия Римско-Католической церкви c центром в городе Акуре, Нигерия. Епархия Ондо входит в митрополию Ибадана. Кафедральным собором епархии Ондо является церковь Святейшего Сердца Иисуса в городе Акуре.

## История
12 января 1943 года Святой Престол учредил апостольский викариат Ондо-Илорима, выделив его из апостольского викариата Берега Бенина (сегодня — Архиепархия Лагоса).
18 апреля 1950 года Римский папа Пий XII выпустил буллу Laeto accepimus, которой преобразовал апостольский викариат Ондо-Илорима в епархию Ондо. В этот же день епархия Ондо вошла в митрополию Лагоса.
20 января 1960 года и 30 июля 1972 года епархия Ондо передала часть своей территории для возведения новых апостольской префектуры Илорима (сегодня — Епархия Илорима) и епархии Адо-Экити (сегодня — Епархия Экити).
26 марта 1994 года епархия Ондо вошла в митрополию Ибадана.

## Ординарии епархии
- епископ Thomas Hughes (12.01.1943 — 01.04.1957);
- епископ William Richard Field (16.01.1958 — 31.05.1976);
- епископ Francis Folorunsho Clement Alonge (31.05.1976 — 26.11.2010);
- епископ Jude Ayodeji Arogundade (26.11.2010 — по настоящее время).

## Источник
- Annuario Pontificio, Libreria Editrice Vaticana, Città del Vaticano, 2003, ISBN 88-209-7422-3
- Булла Laeto accepimus, AAS 42 (1950), стр. 615   (лат.)